# Pane all'aglio
Il pane all'aglio (dall'inglese garlic bread), anche chiamato pane tostato all'aglio è un antipasto statunitense della cucina italoamericana.

## Caratteristiche e preparazione
Il pane all'aglio consiste in fette di pane condite con aglio e olio d'oliva o burro e può venire insaporito con erbe aromatiche fra cui origano o erba cipollina. Il pane all'aglio viene infine grigliato o cotto fino a tostatura oppure cotto in un forno convenzionale o per il pane.
In genere, il pane all'aglio viene prodotto utilizzando una baguette francese o del pane a base di lievito naturale come la ciabatta che può venire incisa verticalmente consentendo ai condimenti di venire assorbiti dalla pagnotta pur mantenendola in un unico pezzo. Successivamente, l'interno del pane viene guarnito con olio e aglio tritato prima di venire infornato. In alternativa, vengono usati burro e aglio in polvere, oppure il pane viene tagliato longitudinalmente in fette separate che vengono guarnite singolarmente.
Alcune varianti sono condite con del formaggio fra cui mozzarelle, parmigiano, cheddar o feta. Alcuni ristoranti usano burro chiarificato al posto dell'olio d'oliva.
Una variante etnica è il lituano "duona su česnaku", che è pane scuro fritto (in olio di semi o burro), salato e strusciato di aglio, e viene servito come abituale accompagnamento alle birre scure lituane.